# Hautvillers-Ouville
Hautvillers-Ouville è un comune francese di 493 abitanti situato nel dipartimento della Somme nella regione dell'Alta Francia.

## Società

### Evoluzione demografica
Abitanti censiti